# Legge elettorale italiana del 1953
La legge 31 marzo 1953, n. 148 (meglio nota come legge truffa dall'appellativo usato durante la campagna elettorale di quell'anno), fu una legge che modificò la legge elettorale italiana del 1946 introducendo un premio di maggioranza consistente nell'assegnazione del 64,4% dei seggi della Camera dei deputati (380 su un totale di 590) alla lista o al gruppo di liste collegate che avesse superato il 50% dei voti validi.
La legge, promulgata il 31 marzo 1953 e in vigore per le elezioni politiche del 7 giugno di quello stesso anno sia pure senza averne dato effetti, fu abrogata con la legge 31 luglio 1954, n. 615.

## Storia
Voluta dal governo di Alcide De Gasperi, venne proposta al Parlamento e fu approvata con i soli voti della maggioranza, dopo lunghe discussioni e con voto di fiducia, nonostante i forti dissensi manifestati dalle formazioni politiche di opposizione e anche da personalità appartenenti all'area della maggioranza.
Vi furono grandi proteste contro la legge, sia per la procedura di approvazione sia nel merito.
Il passaggio parlamentare della legge vide un lungo dibattito alla Camera dei deputati, dove la maratona oratoria dell'ostruzionismo delle opposizioni si concluse il 21 gennaio 1953 con l'approvazione della questione di fiducia. Dopo l'esame in sede referente della Commissione, la lettura d'Assemblea al Senato della Repubblica fu più celere: l'8 marzo 1953 De Gasperi pose la questione di fiducia ed il 23 marzo il presidente del Senato Paratore si dimise (e Luigi Gasparotto in sequenza rinunciò a sostituirlo) quando capì che la maggioranza aveva intenzione di forzare la mano per ottenere la pubblicazione in Gazzetta Ufficiale in tempo per svolgere le elezioni in primavera con la nuova legge.
Il nuovo Presidente del Senato, Meuccio Ruini, approfittò della sospensione domenicale dei lavori per la domenica delle Palme del 1953 per riaprire la seduta e votare l'articolo unico della legge: ne scaturì un tumulto d'aula, che secondo Roberto Lucifero produsse l'uscita dall'aula del segretario generale Domenico Galante alla testa dei funzionari parlamentari. Il gruppo del PCI contestò la regolarità della seduta, preannunciando che non avrebbe mai votato a favore del processo verbale di quella seduta: non ve ne fu bisogno perché il giorno dopo il Presidente della Repubblica Luigi Einaudi firmò il decreto di scioglimento delle Camere e il Senato si riconvocò solo nella nuova legislatura.

### Genesi dell'espressione
Varia è l'attribuzione della genesi del nome, prevalentemente ascritta agli oppositori della legge e attinta dalla espressione "loi scélérate" utilizzata nella polemica pubblica francese contro la legge elettorale del 1951.
Secondo Indro Montanelli, invece, il primo utilizzo della parola «truffa» andrebbe attribuito al suo stesso proponente, il ministro dell'interno Mario Scelba, che, in primissima battuta, respinse l'idea della presentazione della legge quando si accorse che il margine di successo era troppo risicato, prevedendo una forte reazione delle opposizioni affermando, quando ancora si valutava se il governo avesse dovuto proporla: «L'idea è buona, ma se noi proponiamo una simile legge questa legge sarà chiamata "truffa" e noi saremo chiamati "truffatori"».

## Le reazioni alla legge
Nel tentativo di ottenere il premio di maggioranza, per le elezioni politiche di giugno, effettuarono l'apparentamento tra loro la Democrazia Cristiana, il Partito Socialista Democratico Italiano, il Partito Liberale Italiano, il Partito Repubblicano Italiano, la Südtiroler Volkspartei e il Partito Sardo d'Azione.
Con l'obiettivo contrario si mossero importanti uomini politici, tra i quali Ferruccio Parri, proveniente dal Partito Repubblicano che, insieme a Piero Calamandrei e Tristano Codignola, provenienti dal Partito Socialista Democratico, partecipò alla fondazione di Unità Popolare: tale movimento aveva lo scopo dichiarato di avversare la nuova legge elettorale. Anche all'interno dei partiti che appoggiarono la nuova norma non mancarono forti contrarietà: da una scissione nel Partito Liberale si costituì Alleanza Democratica Nazionale.
Le forze apparentate ottennero il 49,8% dei voti: il meccanismo previsto dalla legge non scattò per circa 54.000 voti, ovvero circa lo 0,2% dei suffragi.
Unità Popolare e Alleanza Democratica Nazionale raggiunsero l'1% dei voti, non eleggendo alcun parlamentare ma riuscendo entrambe nel loro principale proposito. Rispetto alle elezioni del 1948 si constatò una riduzione dei voti verso i partiti che avevano voluto e approvato la legge: la DC perse l'8,4%; i repubblicani arretrarono dello 0,86% (più di 200.000 voti); il Partito Sardo d'Azione perse circa 34.000 voti e più che dimezzò il suo consenso; anche liberali e socialdemocratici dovettero registrare perdite. Viceversa, crebbero le opposizioni di sinistra e di destra: il Partito Comunista Italiano e il Partito Socialista Italiano aumentarono i consensi, ottenendo 35 seggi in più; il Partito Nazionale Monarchico aumentò da 14 a 40 deputati e il Movimento Sociale Italiano aumentò da 6 a 29 deputati.
Il 31 luglio dell'anno successivo la legge fu abrogata.

## Il giudizio storico
Quanto al merito, la polemica s'è riaperta sul finire del XX secolo. Secondo i suoi oppositori, l'applicazione della riforma elettorale avrebbe introdotto un'inaccettabile distorsione del responso elettorale. I suoi fautori, invece, vedevano la possibilità di assicurare al Paese dei governi stabili, non ritenendo praticabili alleanze più ampie né con i partiti di sinistra né con i monarchici e i missini.
Si noti che la legge andava a innovare una materia che, almeno nell'Europa di diritto latino, era tradizionalmente regolata secondo le elaborazioni di alcuni giuristi, principalmente Hans Kelsen, che vedevano in un sistema elettorale strettamente proporzionale (con pochi correttivi o aggiustamenti) la corretta rappresentatività politica in democrazia. Se anche appare scorretto sostenere che la Costituzione del 1948 recepisse un favore per il proporzionale, è però vero che già allora il sistema del premio di maggioranza era considerato da buona parte della dottrina politologica un meccanismo assai rudimentale per conseguire le esigenze di governabilità delle democrazie moderne.
Queste critiche riemersero, a cinquant'anni di distanza, nei confronti della legge elettorale italiana del 2005 (legge n. 270 del 2005), cosiddetto «Porcellum», dall'epiteto denigratorio "porcata" rivoltole dal suo stesso proponente, il ministro Roberto Calderoli, che conteneva al suo interno un premio di maggioranza nazionale alla Camera e regionale al Senato e regolò le elezioni del 2006, del 2008 e del 2013 prima di essere dichiarato parzialmente incostituzionale proprio nel suo premio di maggioranza.